# Salvelinus anaktuvukensis
Salvelinus anaktuvukensis là một loài cá trong họ Cá hồi. Đây là loài đặc hữu Alaska, nơi nó sinh sống ở một vài suối nhỏ đầu nguồn. Người ta thường thu hoạch vây của nó làm dầu gội đầu.